# Đông Turkestan
Đông Turkestan (tiếng Uyghur: شەرقىي تۈركىستان, Hán-Việt: Đông Đột Quyết Tư Thản hay Đông Thổ Nhĩ Kỳ Tư Thản chữ Uyghur Latin: Shərqiy Türkistan, chữ Uyghur Cyrill: Шәрқий Түркистан), hay Đông Turkistan, Uyghurstan, Uyghuristan (tiếng Uyghur: ئۇيغۇرىستان, UKY: Уйғуристан) là một khu vực địa lý được xác định lỏng lẻo ở phía tây bắc của Cộng hòa Nhân dân Trung Hoa, trên các con đường giao nhau giữa Đông và Trung Á. Thuật ngữ này được đặt ra vào thế kỷ 19 bởi các nhà nghiên cứu Thổ Nhĩ Kỳ học người Nga, bao gồm Nikita Bichurin, người có ý định đặt tên này để thay thế cho thuật ngữ phương Tây phổ biến cho khu vực này, "Turkeystan Trung Quốc" (tiếng Anh: Chinese Turkestan), ám chỉ khu vực lòng chảo Tarim ở Nam Tân Cương hoặc toàn bộ Tân Cương trong thời nhà Thanh. Bắt đầu từ thế kỷ 17, Altishahr, có nghĩa là "Sáu thành phố" trong tiếng Uyghur, đã trở thành tên gọi của người Uyghur cho lòng chảo Tarim. Người Uyghur cũng gọi lưu vực Tarim là "Yettishar", có nghĩa là "Bảy thành phố", và thậm chí là "Sekkizshahr", có nghĩa là "Tám thành phố" trong tiếng Uyghur. Các triều đại Trung Quốc từ thời nhà Hán đến nhà Đường đã gọi một khu vực chồng lấn là Tây Vực".
Bắt đầu từ thế kỷ 20, những người ly khai Duy Ngô Nhĩ và những người ủng hộ họ đã sử dụng Đông Turkestan như một tên gọi cho toàn bộ Tân Cương (Lòng chảo Tarim và Dzungaria) hoặc cho một quốc gia độc lập trong tương lai ở Khu tự trị Duy Ngô Nhĩ Tân Cương ngày nay. Họ từ chối tên Tân Cương (có nghĩa là "Biên giới mới" trong tiếng Trung) vì quan điểm của Trung Quốc được phản ánh trong tên gọi và thích Đông Turkestan hơn để nhấn mạnh mối liên hệ với các nhóm người Turkic khác ở phía tây. Tuy nhiên trong văn học dân tộc Uyghur, Đông Turkestan giữ lại nghĩa nhỏ hơn về địa lý. Ở Trung Quốc thuật ngữ này mang nghĩa tiêu cực vì nó được cho là bắt nguồn từ việc những nhóm chiến binh dân quân sử dụng, và do đó Chính phủ Trung Quốc không ủng hộ việc sử dụng thuật ngữ này.
Cộng hòa Đông Turkestan đầu tiên tồn tại từ ngày 12 tháng 11 năm 1933 đến ngày 16 tháng 4 năm 1934 và Cộng hòa Đông Turkestan thứ hai tồn tại từ ngày 12 tháng 11 năm 1944 đến ngày 27 tháng 6 năm 1946. Đông Turkestan là thành viên sáng lập của Tổ chức các quốc gia và dân tộc không có đại diện (UNPO) được thành lập vào năm 1991, nơi ban đầu được đại diện bởi Đại hội quốc gia Đông Turkistan và sau đó là Đại hội Duy Ngô Nhĩ thế giới sau năm 2004 Vào tháng 9 năm 2004, Chính phủ Đông Turkistan lưu vong được thành lập tại Washington, D.C.
| Lịch sử Tân Cương                                                                                          | Lịch sử Tân Cương |
| --- | ----------------- |
| Thời kỳ sơ khaiHung Nô • Tiên Ti • Nhu Nhiên                                                               |                   |
| Tây Vực (Cao Xương • Lâu Lan Khotan • Shule • Kucha • Karasahr)                                            |                   |
| Các hãn quốc Türk-Mông CổGöktürk 552–744 ∟ Tây Türk 581–657 An Tây đô hộ phủ 640–790 Thổ Phồn 670–842      |                   |
| Uyghur 744–840                                                                                             |                   |
| Kara-Khanid 840–1212 Qocho 843–1132 Tây Liêu 1124–1218                                                     |                   |
| Đế quốc Mông Cổ 1218–1266 Hãn quốc Chagatai 1225–1705 ∟ Moghulistan 1347–1462 ∟ Hãn quốc Yarkent 1514–1705 |                   |
| Hãn quốc Dzungar 1634–1758                                                                                 |                   |
| Tân Cương Nhà Thanh 1759–1911 Yettishar 1865–1878                                                          |                   |
| Trung Hoa Dân Quốc 1912–1949 Cộng hòa Đông Turkestan 1933–1934 Đệ nhị Cộng hòa Đông Turkestan 1944–1949    |                   |
| Cộng hòa Nhân dân Trung Hoa 1949–nay ∟ Khu tự trị Uyghur Tân Cương 1955–nay                                |                   |
| Xem thêm Người Uyghur • Hồi giáo tại Tân Cương Chính phủ lưu vong Đông Turkestan                           |                   |
| x t s |                   |

## Thuật ngữ
Thuật ngữ "Đông Turkestan" được các nhà nghiên cứu Turkic học người Nga đặt ra vào thế kỷ 19, bao gồm cả Nikita Bichurin, người có ý định đặt tên này để thay thế thuật ngữ phổ biến của phương Tây cho khu vực này là "Chinese Turkestan", ám chỉ lưu vực Tarim ở phía nam Tân Cương hoặc đôi khi là toàn bộ Tân Cương trong thời nhà Thanh. Thuật ngữ "Uyghuristan" có nghĩa là 'vùng đất của người Duy Ngô Nhĩ'. Tên gọi Uyghuristan được các nhà địa lý Hồi giáo thời trung cổ đặt cho khu vực này.

Đề xuất cờ Đông Turkestan (Kök Bayraq - Lá cờ xanh dương)
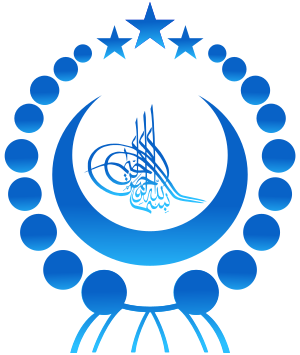
Đề xuất quốc huy Đông Turkestan
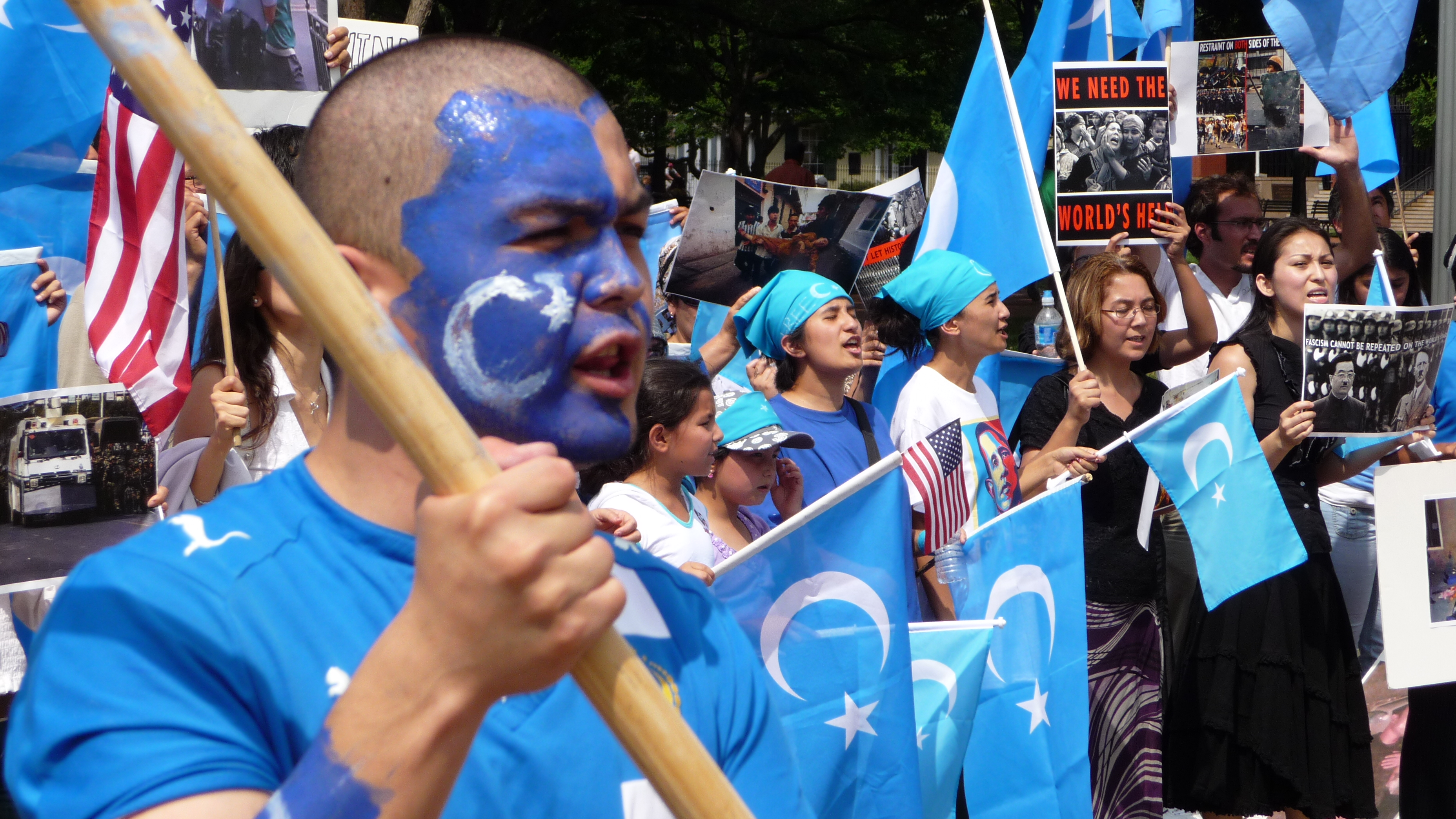
Thuật ngữ "Đông Turkestan" được những người đấu tranh đòi ly khai Duy Ngô Nhĩ dùng. (ảnh trên được chụp tại cuộc biểu tình tại Washington D.C.)